# المخطوب (رواية سكوت)
المخطوب (بالإنجليزية: The Betrothed)‏ هي رواية نشرت عام 1825 بقلم السير والتر سكوت. وهي أولي روايتين من حكايات الصليبيين، والثانية هي الطلسم. تم دمج أجزاء من الرواية إلى نص شخصية فرانشيسكو ماريا بيافي لمؤلف الأوبرا جوزيبي فيردي في أوبرا أرولدو عام 1857، والتي هي إعادة إنتاج لأوبرا فيردي السابقة ستيفيليو.